# Ерг
Ерг (англ. erg, нім. Erg n) — одиниця роботи, енергії та кількості теплоти в системі одиниць СГС.
1 ерг дорівнює роботі, виконаній над тілом силою 1 дина при його переміщенні на 1 см. 
1 ерг = 1 г см2/сек2 в системі СГС.
1 ерг = 624,150965(16) ГеВ = 6,24150965(16) × 1011 еВ.
1 ерг = 10-7 Дж.
Термін походить від грецького слова, яке означає роботу.